# Sayaka Iwasaki
Sayaka Iwasaki (岩崎紗也加?, Iwasaki Sayaka; 18 luglio 1990) è una pallavolista giapponese, nel ruolo di libero.

## Carriera
La carriera di Sayaka Iwasaki inizia a livello scolastico, nella formazione del Liceo Takii. Al termine delle scuole superiori, gioca per quattro annate per un club di pallavolo a 9, per poi ritornare alla pallavolo tradizione nella stagione 2013-14, quando inizia la carriera professionistica in V.Premier League con le NEC Red Rockets, club con il quale si aggiudica lo scudetto 2014-15, venendo anche premiata come miglior esordiente del campionato, il V.League Top Match 2015 e il campionato asiatico per club 2016; nell'estate del 2015 fa il suo debutto nella nazionale giapponese in occasione del Montreux Volley Masters, classificandosi al secondo posto.

## Palmarès

### Club
- Campionato giapponese: 1

2014-15
- Campionato asiatico per club: 1

2016
- / V.League Top Match: 1

2015

### Nazionale (competizioni minori)
- Montreux Volley Masters 2015

### Premi individuali
- 2015 - V.Premier League giapponese: Miglior libero
- 2018 - Campionato asiatico per club: Miglior libero